# Amor que Não Sai
"Amor Que Não Sai" é uma canção gravada pela cantora brasileira de axé music Ivete Sangalo para seu quarto álbum ao vivo Multishow ao Vivo: Ivete Sangalo 20 anos. Originalmente escrita em 2009, a canção foi gravada pela banda Chica Fé em 2011 e em 2013 Ivete escolheu a canção para regravá-la. A versão de Ivete foi lançada para as estações de rádio oficialmente em 16 de abril de 2014, trazendo a composição de Dan Kambaiah e Gigi e a produção de Radamés Venâncio. O videoclipe foi lançado em 17 de abril. A direção foi realizado pelo estadunidense  Nick Wickham e pelo músico brasileiro Radamés Venâncio, tendo ainda a produção executiva de Ivete Sangalo.
A recepção da crítica foi positiva, sendo elogiada pelo retorno de Ivete para o reggae. O Portal Poplândia comparou "Amor Que Não Sai" às faixas anteriores da cantora em seu primeiro álbum ao vivo, MTV ao Vivo, como "Flor do Reggae" e "Faz Tempo". Já o All Pop Stuff disse que a canção é ótima e que traz batidas de reggae que "deixa qualquer um mais calmo e cantando junto". O website Cubo Alternativo disse que positivou a canção por ser "melosa e romântica" e "bem gostosinha de ouvir com quem a gente gosta".

## Antecedentes
Em 20 de outubro de 2009, Gigi e Dan Kambaiah, compositores originais da canção, interpretaram "Amor Que Não Sai" em uma apresentação no Bar Armazém, em Salvador, durante o 'Gigi Convida', projeto de shows em duetos do primeiro músico. Na ocasião Ivete não gravou a canção, que acabou sendo lançada pela banda Chica Fé em 2011. Em 2013 apenas a faixa só veio a ganhar visibilidade, quando Gigi levou até as mãos da cantora e ela decidiu inclui-la na lista de faixas que seriam gravadas no novo álbum. Em 14 de dezembro de 2013 Ivete gravou a canção durante sua apresentação na Arena Fonte Nova para registro de seu DVD.

## Composição e temática
"Amor Que Não Sai" é uma canção do gênero reggae, trazendo elementos de música pop e samba-reggae para o contexto. Foi composta pelos músicos Gigi e Dan Kambaiah em 2009, porém na época não foi gravada por Ivete. Em termos de musicalidade "Amor Que Não Sai" é uma canção midtempo, ou seja, uma balada romântica com versos arrastados, com batidas regulares nas estrofes que se intensificam no refrão, aumentando o ritmo da canção, tendo um total de 50 batidas por minuto. Escrita em B Major com uma sequencia G#mj7—E2—G#mj7 em progressão de acordes, a canção permite alcançar notas que vão de F#3 à B4. A produção foi realizada pelo tecladista de Ivete, Radamés Venâncio.
A canção tem como temática principal o amor e a saudade de um alguém que se foi, pressupondo que o relacionamento terminou, expondo trechos como "Lembro muito bem de um tempo feliz (...) Mas sem você aqui fica tudo assim tão diferente, a solidão vem, leva meu sossego e minha paz (...) Que saudade louca de você, meu bem". A faixa ainda faz referências à natureza como parte de boas vibrações, positividade e paz de espírito, como em "Quando acordo de manhã vejo a flor no meu jardim, sinto o sol dourar a minha pele e é tão bom".

## Recepção da crítica
"Amor Que Não Sai" recebeu críticas positivas em sua maioria. O Portal Poplândia disse que a canção marcava o retorno de Ivete ao reggae, o qual ela havia deixado de lado a algum tempo, e que representava bem a antecessora "Tempo de Alegria". Além disso, o portal comparou "Amor Que Não Sai" às faixas anteriores da cantora em seu primeiro álbum ao vivo, MTV ao Vivo, como "Flor do Reggae" e "Faz Tempo". Mauro Ferreira do Notas Musicais positivou a canção pelo reggae introduzido e declarou que ela puxa o bom clima do álbum. Lucio Pozzobon do All Pop Stuff disse que a canção é ótima e que traz batidas de reggae que "deixa qualquer um mais calmo e cantando junto". Além disse o colunista disse que com o público cantando junto "podemos ver um pouco mais da dimensão que foi esse show". Já o portal Mr. Abacaxi positivou a canção e apostou no bom desempenho radiofônico dela, dizendo que "já esta sendo mais um sucesso da cantora". O website Cubo Alternativo disse que a canção é melhor que "Tempo de Alegria" por ser "toda melosa e romântica" e "bem gostosinha de ouvir com quem a gente gosta".

## Videoclipe
Em 16 de abril de 2014, durante o lançamento de "Amor Que Não Sai", Ivete anunciou em seu website que seu videoclipe seria lançado no dia seguinte. Em 17 de abril, exatamente, o registro foi lançado. O vídeo mostra Ivete cantando com o público, vestindo um macacão prateado, inspirado nos mesmos vestuários famosos que as mulheres que trabalhavam nas indústrias durante a Segunda Guerra Mundial utilizavam. A direção foi realizado pelo estadunidense  Nick Wickham e pelo músico brasileiro Radamés Venâncio, tendo ainda a produção executiva de Ivete Sangalo.

## Desempenho nas tabelas
| Paradas (2013)                                  | Melhor posição |
| ----------------------------------------------- | -------------- |
| BR Billboard Brasil Hot 100 Airplay             | 7              |
| BR Billboard Hot Popular Songs                  | 7              |
| BR Billboard Brasil Regional Salvador Hot Songs | 1              |

## Histórico de lançamento
| País   | Data                | Formato(s)       | Gravadora       |
| ------ | ------------------- | ---------------- | --------------- |
| Brasil | 16 de abril de 2014 | Airplay          | Universal Music |
| Brasil | 24 de abril de 2014 | Download digital | Universal Music |